# Javac
Javac (Java compiler) er en compiler til programmeringsproget Java. Den oversætter Java kildetekst til Java byte-code. Når et java program senere eksekveres bliver denne kode fortolket i en virtuel maskine (VM). Dette princip gør den binære kode platformsuafhængig: Kan man installere en Java virtuel maskine på en given platform, kan man også eksekvere Java-programmer.
Javac er den primære java compiler fra Oracle Corporation. Den er indeholdt både i deres JRE (Java Runtime Environment) og JDK (Java Development Kit). I skrivende stund er den seneste udgave version 5.0, der bl.a. har understøttelse for generiske typer, for each-løkker og enumerations. Der findes andre Java compilere:
- Jikes, der er IBMs frie Java compiler.
- GCJ, der er en del af gcc fra GNU projektet.

I 2006 blev javac opensource.